# Liste alter daoistischer Bücherkataloge
Dies ist eine Liste alter daoistischer Bücherkataloge. Sie ist nach Titel, Verfasser/Kompilator/Entstehungsort und Dynastien gegliedert. Die chinesischen Wörter wurden größtenteils in traditionellen und vereinfachten chinesischen Schriftzeichen wiedergegeben.

## Tabellarische Übersicht
| Name des Katalogs (Pinyin)                                                                      | Verf./Komp.                                                | Zeit                                                        | sonstiges                                             |
| ----------------------------------------------------------------------------------------------- | ---------------------------------------------------------- | ----------------------------------------------------------- | ----------------------------------------------------- |
| Sandong jingshu mulu 三洞經書目錄/三洞经书目录 (Index der Bücher und Schriften der Drei Höhlen) | Lu Xiujing 陸修静/陆修静                                   | Jahr 471 der Song-Dynastie der Zeit der Südlichen Dynastien | der Katalog zum ersten „Daoistischen Kanon“ (Daozang) |
| Yuwei qibu jing shumu 玉緯七部經書目/玉纬七部经书目                                             | Meng Fashi 孟法師/孟法师                                   | Liang-Dynastie der Zeit der Südlichen Dynastien             |                                                       |
| Tao Yinju Jingmu 陶隱居經目/陶隐居经目; kurz: Jingmu 經目/经目                                  | Tao Hongjing 陶弘景                                        | Liang-Dynastie der Zeit der Südlichen Dynastien             |                                                       |
| Taishang zhong jingmu 太上眾經目/太上众经目                                                     | Tao Hongjing 陶弘景                                        | Liang-Dynastie der Zeit der Südlichen Dynastien             |                                                       |
| Sanshiliu buzun jingmu 三十六部尊經目/三十六部尊经目                                            | Tao Hongjing 陶弘景                                        | Liang-Dynastie der Zeit der Südlichen Dynastien             |                                                       |
| Qilu xiandao lu 七錄仙道錄, kurz: Qilu 七錄                                                     | Ruan Xiaoxu 阮孝緒/阮孝绪                                  | Liang-Dynastie der Zeit der Südlichen Dynastien             |                                                       |
| Xuandu jingmu 玄都經目/玄都经目, auch Xuandu guan jing mulu 玄都館經目錄 genannt                | Xuandu guan 玄都觀/玄都观 (Kloster der Dunklen Hauptstadt) | Nördliche Zhou-Dynastie                                     |                                                       |
| Sandong zhunang (Nördliche Zhou-Dynastie) 三洞珠囊                                              | Wang Yan 王延                                              | Nördliche Zhou-Dynastie                                     | 7 juan                                                |
| Sandong zhunang (Tang-Dynastie) 三洞珠囊                                                        | Wang Xuanhe 王懸河                                         | Tang-Dynastie                                               | 7 juan                                                |
| Daming daozang jing mulu 大明道藏經目錄 (in: Zhengtong daozang 正統道藏)                        |                                                            | Ming-Dynastie                                               | 4 juan                                                |
| Xu daozang jing mulu 續道藏經目錄 (in: Zhengtong daozang 正統道藏)                              |                                                            | Ming-Dynastie                                               | 1 juan                                                |